# Okręg wyborczy North Essex

North Essex na mapie Essex

Essex na mapie Anglii

Okręg wyborczy North Essex powstał w 1832 roku i wysyłał do brytyjskiej Izby Gmin dwóch deputowanych. Okręg zlikwidowano w 1868 roku, ale przywrócono go ponownie w 1997 roku jako okręg jednomandatowy. Okręg położony jest w północno-wschodniej części hrabstwa Essex.

## Deputowani do brytyjskiej Izby Gmin z okręgu North Essex

### Deputowani w latach 1832–1868
- 1832–1857: John Tyssen Tyrell
- 1832–1835: Alexander Baring (Partia Konserwatywna)
- 1835–1837: John Payne Elwes
- 1837–1847: Charles Gray Round
- 1847–1865: William Beresford (Partia Konserwatywna)
- 1857–1868: Charles Du Cane
- 1865–1868: Thomas Burch Western

### Deputowani po 1997 roku
- od 1997: Bernard Jenkin (Partia Konserwatywna)